# 小行星3016
小行星3016（3016 Meuse）是一颗围绕太阳公转的小行星。1981年3月1日，亨利·德波鸿诺、喬瓦尼·德·桑蒂斯在拉西拉天文台发现了此天体。
該小行星以西歐的默茲河命名。
这颗小行星的绝对星等为321.29592等。